# Aulotandra
Genre
Classification APG III (2009)
Aulotandra est un genre de plantes de la famille des Zingibéracées originaire d'Afrique et de Madagascar.

## Liste des espèces et variétés
Selon World Checklist of Selected Plant Families (WCSP) (16 juil. 2010) :
- Aulotandra angustifolia H.Perrier (1939)
- Aulotandra humbertii H.Perrier (1939)
- Aulotandra kamerunensis Loes. (1909)
- Aulotandra madagascariensis Gagnep. (1902)
- Aulotandra trialata H.Perrier (1939)
- Aulotandra trigonocarpa H.Perrier (1939)
  - variété Aulotandra trigonocarpa var. calcicola H.Perrier (1939)
  - variété Aulotandra trigonocarpa var. gypsicola H.Perrier (1939)
  - variété Aulotandra trigonocarpa var. trigonocarpa

## Espèces aux noms obsolètes et leurs taxons de référence
Selon World Checklist of Selected Plant Families (WCSP) (16 juil. 2010) :

## Liste d'espèces
Selon NCBI (16 juil. 2010) :
- Aulotandra trialata
- Aulotandra cf. trigonocarpa Davis 2536
- Aulotandra cf. trigonocarpa Wilkin 1122
- Aulotandra cf. trigonocarpa Wilkin 1141